# Volodymyr Herun
Volodymyr Michajlovyč Herun (in ucraino Володимир Михайлович Герун?; Dnipropetrovs'k, 25 marzo 1994) è un cestista ucraino.

## Carriera
Con l'Ucraina ha disputato i Campionati europei del 2022.